# Голубые веки
Голубые веки (исп. Párpados azules) — первый художественный фильм режиссёра Эрнесто Контрераса, снятый в 2007 году. 

## Сюжет
Марина (Сесилия Суарес) работает на фабрике и в честь знаменательного события получает от владельцев романтическое путешествие в райское место, включая все расходы. Однако путешествие рассчитано на двоих персон, но девушка в силу закрытого характера и неустроенного быта живёт одна. Ей некого пригласить.
В баре ей встречается бывший знакомый по школе, которого она не помнит. Он ведёт себя настойчиво и хочет поговорить о прошлом. Она его избегает, но после ссоры с сестрой, с которой она планировала поехать, решается ему позвонить.
Виктор (Энрике Арреола) соглашается на путешествие вдвоём с ней, но вскоре из-за изменения в дате их выезд откладывается. Их свидания нелепы и забавны, но Виктор и Марина эмоционально разные люди, хотя они и признаются друг другу, что одиноки.
Марина хочет уехать одна. Возвратившись, она предлагает Виктору возобновить отношения, и он соглашается. Он предлагает ей выйти замуж, но есть ли между ними любовь?

## Награды
- Приз «Серебряный Ариэль» в категории Лучший дебют (2008).
- Приз на Латиноамериканском кинофестивале в Льейда в категории Лучшая актриса (2008).
- Приз Горизонты - Особое упоминание на Кинофестивале в Сан-Себастьяне (2007).
- Особый приз жюри на кинофестивале в Сандансе (2008).

## Критика
На агрегаторе рецензий Rotten Tomatoes большинство критиков (82 %) положительно отозвались о картине.
- Питер Брэдшоу (Гардиан): «Дебютный фильм Эрнесто Контрераса находит свой путь возвышенного, мечтательного реализма, путь на краю сновидения и галлюцинации с одной стороны и унылого разочарования — с другой. Но при этом он накрепко приземлён в самых приземлённых  вопросах, будь то любовь, секс, одиночество или игра в свидания»[4].
- Карлос Бонфиль (LaJornada): «Эрнесто Контрерас изображает людские жизни такими бесцветными и печальными, какими населяет свои фильмы финн Аки Каурисмяки. Диалоги редки, плоть уныла, а награды за труды едва убедительны; без сомнения, этот тон преднамеренного уныния именно то, что существенно отличает его от многих романтических фильмов национальной школы, вдохновлённой Голливудом»[5].